# Milan Paluga
Milan Paluga (* 6. března 1938) byl slovenský a československý politik Komunistické strany Slovenska a poslanec Sněmovny národů Federálního shromáždění za normalizace.

## Biografie
K roku 1976 se profesně uvádí jako dělník.
Ve volbách roku 1976 zasedl do slovenské části Sněmovny národů (volební obvod č. 111 - Dolný Kubín, Středoslovenský kraj). Mandát obhájil ve volbách roku 1981 (obvod Dolný Kubín). Ve Federálním shromáždění setrval do konce funkčního období, tedy do voleb roku 1986.